# Waaslandtunnel
Waaslandtunnel (potocznie zwany „konijnenpijp” (królicza rura) lub „grote tunnél” (duży tunel)) – tunel drogowy, biegnący pod rzeką Skaldą, w Antwerpii, w Belgii. Łączy centrum miasta z dzielnicą Linkeroever. Budowa tunelu rozpoczęła się 1 marca 1931 roku, a jego uroczyste otwarcie miało miejsce 10 września 1933 roku (tego samego dnia w Antwerpii oddano do użytku także tunel dla pieszych i rowerzystów Sint-Annatunnel). W otwarciu uczestniczył król Albert I i królowa Elżbieta. Koszt budowy wyniósł 240 mln franków belgijskich. Długość całkowita tunelu wynosi 2110,85 m. Przez tunel przebiega droga N49a. Droga ta w tunelu posiada dwa pasy ruchu (po jednym w każdą stronę) i szeroka jest na 6,75 m. Do 31 lipca 1958 roku za przejazd tunelem pobierane były opłaty.